# Рифей-Пермь
«Рифей-Пермь» — общероссийский телеканал, работающий в Перми. Потенциальная аудитория телеканала более 1 миллиона 160 тысяч человек. Информационные передачи «Рифей-Пермь» имеют наиболее высокие рейтинги среди пермских телеканалов.
Директор телекомпании с 2013 года — Климова Анна Владимировна.

## История
Телеканал «Рифей» начал вещание в Перми в 1991 году. В 1992 году телекомпания получила 3 МВ-канал, на котором производила вещание до 3 июня 2019 года. С 1998 года официальное название телекомпании — ООО «Телекомпания „Рифей-Пермь“». С 2001 до 2018 гг. сетевым партнёром телекомпании являлся федеральный телеканал «РЕН ТВ», до 2001 года — канал ТВ-6. 29 мая 2018 года телекомпания запустила собственный 24-часовой телеканал «Рифей-ТВ».

## Вещание
В октябре 2020 года «Рифей-ТВ» стал общедоступным муниципальным телеканалом в Перми. Соответствующее решение было принято на заседании комиссии Роскомнадзора. В связи с этим за телеканалом закреплена «22-я кнопка» в сетях всех кабельных операторов, вещающих на территории Перми (Дом.ру, Ростелеком, Билайн, МТС и другие). Прямой эфир телеканала «Рифей-ТВ» также транслируется на сайте rifey.ru, а также в соцсети ВКонтакте и сервисе Яндекс. Эфир.

## Основные программы
Информационная программа «Телевизионная служба новостей» («ТСН») была создана в 1996 году. Утренняя информационно-развлекательная программа «Новый день» впервые вышла в эфир в 1998 году. По популярности у телезрителей опережает все местные и федеральные телеканалы. В 2002 году была создана рубрика «Дежурный по городу», освящающая неофициальные события дня. Её ведущие — Анна Водоватова и Игорь Гиндис. В 2023 году Игорь Гиндис покинул программу и телеканал в целом. На его место пришёл Дмитрий Гаврилов.
С февраля 2014 года ежедневно по будням с 7 до 8 вечера в кабельном с 7-8:30 (19:00-20:30), а с 5 ноября 2019 года с 19:00 до 22:00 и с 00:00 до 1:30 вечера и с 4:00 до 5:30 в прямом эфире выходит программа «Вечер на Рифее», в которой зрителей знакомят с самой актуальной информацией. В течение часа в кабельных сетях в течение полутора часов (1:30) с 5 ноября 2019 года в течение 3 часов в эфире рубрики: «Телевизионная служба новостей». «Мировые новости», «Дежурный по городу», «Деловые новости», «Новости спорта», «Прогноз погоды». Самые актуальные темы обсуждаются с гостями студии: экспертами и известными людьми края. Во время эфира проходит интерактивное голосование зрителей по злободневным вопросам.
С 2015 года в эфире телекомпании «Рифей-Пермь» выходит программа «Встречи на Рифее». Это эксклюзивные интервью с людьми, принимающими решения, которые касаются всех жителей Перми и Пермского края. Губернатор, глава города, депутаты Законодательного собрания и городской думы, деятели культуры и образования.

## Достижения
Телевизионные фильмы, получившие призы и награды на фестивалях в 1990-х годах:
- «Отец Сергий» (режиссёр Светлана Миралевич) — Гран-при Международного фестиваля молодёжных фильмов и программ в Воронеже.
- «Светлый путь» (режиссёр Светлана Миралевич) — Гран-при на региональном фестивале в Томске, вошёл в десятку лучших телевизионных фильмов и передач 1993 года по версии газеты «Известия».
- Телеочерки «Фантасмагория на Уральской» и «Гиперпластика» — диплом за лучшую операторскую работу на Международном молодёжном фестивале фильмов и программ в Суздале.
- «Нездешние молитвы» (режиссёр Михаил Трофимов), создан совместно с телекомпанией «Объектив» (город Чайковский) на основе писем и прозы Марии Цветаевой, — приз на международном фестивале в Сочи в 1995 году.

В июне 2003 года телекомпания «Рифей-Пермь» победила в конкурсе, проводившемся Национальной ассоциацией телевещателей, и получила грант на создание телефильма «Сам себе адвокат», посвящённом Анастасии Павловне Баженовой — пенсионерке, выигравшей в Европейском Суде по правам человека дело о пересмотре пенсии. Съёмки фильма проходили в Перми и Страсбурге.
На Первом международном фестивале спортивных журналистов «ОЛИМП-2003», проходившем в Крыму, спортивный обозреватель Андрей Сидорчуков одержал победу в номинации «Лучшая режиссёрская работа» с фильмом «Королева спорта», посвящённом пермской спортсменке Татьяне Томашовой.
В 2004 году на Всероссийском конкурсе регионального телевидения «Время действовать» телекомпания получила специальный приз жюри «За преодоление стереотипов» за созданные редакцией «ТСН» сюжеты «Семейные тайны» и «Немецкие могилы». В финале этого же конкурса в июне 2005 года сюжет журналиста «ТСН» Елены Еговцевой «Человек, которого нет» был удостоен диплома в номинации «Первый шаг. Время помочь».
Весной 2005 года Светлана Южанинова стала финалистом Всероссийского телевизионного конкурса «ТЭФИ-Регион 2004» в номинации «Режиссёр телевизионной программы/фильма» за фильм «Пермские истории».
14 октября 2005 года на Бале прессы в Екатеринбурге телекомпания «Рифей-Пермь» была признана лучшей телекомпанией Перми, а ведущий «ТСН» Виталий Лагутин — лучшим телеведущим.
В июне 2014 года на вручении VII Профессиональной премии в области журналистики «Золотая акула» (Екатеринбург) телекомпания «Рифей-Пермь» признана лучшим телеканалом Пермского края.

## Адрес
- Пермь, ул. 1905 года, 2.